# Don't Trust Me
«Don't Trust Me» es el primer sencillo de la banda de Colorado 3OH!3 lanzado en 2008 y es el tercer track de su álbum debut Want.

## Lista de canciones
U.S. CD single
1. "Don't Trust Me"
2. "Still Around (Remix)"

## Posicionamiento
| Listas (2008–2009)        | Posiciones |
| ------------------------- | ---------- |
| Finnish Singles Chart     | 5          |
| Canadian Hot 100          | 6          |
| Australian Singles Chart  | 3          |
| New Zealand Singles Chart | 8          |
| U.S. Billboard Hot 100    | 7          |
| U.S. Billboard Pop 100    | 5          |

## Ventas y certificación
| Country       | Certification | Sales      |
| ------------- | ------------- | ---------- |
| United States | Platinum      | 1 535 000+ |